# LHT Lublin
LHT Lublin – polski klub hokejowy z siedzibą w Lublinie.

## Historia
Klub został założony w 1998. Początkowo hokeiści uprawiali hokej na lodowisku „Globus”. Od grudnia 2014 nowym obiektem zostało lodowisko Icemania.
Zespół LHT grał w turniejach amatorskich oraz przystąpił do reaktywowanej polskiej II ligi. W sezonie 2015/2016 LHT wygrał grupę Północno-Wschodnią. 17 kwietnia 2016 drużyna wystąpiła w turnieju finałowym o mistrzostwo II ligi.

## Sezony
- 2012/2013: 4. miejsce w Grupie Wschodniej II ligi
- 2013/2014: 3. miejsce w Grupie Wschodniej II ligi
- 2014/2015: –
- 2015/2016: 1. miejsce w Grupie Północno-Wschodniej II ligi, udział w turnieju finałowym
- 2016/2017: 1. miejsce w Grupie Północno-Wschodniej II ligi, nieprzystąpienie do turnieju finałowego, 6. miejsce
- 2017/2018: 1. miejsce w Grupie Północno-Wschodniej II ligi, udział w turnieju finałowym
- 2018/2019: 1. miejsce w Grupie Północno-Wschodniej II ligi, udział w turnieju finałowym
- 2019/2020: udział w Grupie Północno-Wschodniej II ligi

## Zawodnicy
Zawodnikami LHT zostali m.in. Krzysztof Krauze (były hokeista SKH Sanok, grający trener) i Krzysztof Rostkowski (były gracz Legii Warszawa). W barwach drużyny występowali także inni zawodnicy, dawniej profesjonalni hokeiści: Tomasz Demkowicz, Sławomir Gulbinowicz, Tomasz Lisowski. W sezonie 2016/2017 w barwach LHT podjął występy Ukrainiec Ołeh Komarczew.